# حارث بن جبله

الحارث بن جبله (عربی: الحارث بن جبلة  ; [ Flavios ] Arethas ( [Φλάβιος] Ἀρέθας ) در منابع یونانی ;  خالد بن جبله  ( خالد بن جبلة ) در منابع اسلامی متأخر)،   پادشاه غسانیان ، مسیحیان عرب پیش از اسلام بود که در مرز شرقی امپراتوری بیزانس زندگی می کرد. پنجمین فرمانروای غسانی به این نام، از ح. 528 تا ۵۶۹، طولانی‌ترین فرمانروای عرب مسیحی و نقش مهمی در جنگ‌های روم و ایران و امور کلیسای ارتدکس سریانی ایفا کرد. به خاطر خدماتی که به بیزانس کرد، او را پاتریکیوس و ویر گلوریوسیموس انتخاب کردند. 

## زندگینامه

### اوایل زندگی
حارث پسر جبله چهارم (گابالا در منابع یونانی) و برادر ابوکراب (ابوچارابوس )، نماینده فلسطین سالوتاریس بود.   او احتمالاً در سال ۵۲۸، پس از مرگ پدرش در نبرد ثانوریس ، فرمانروای غسانیان و پادشاه عربستان پترایا و پالستینا سکوندا شد. اندکی بعد ( ح. 529 ) او توسط امپراتور بیزانس، ژوستینیانوس اول (ح. ۵۲۷–۵۶۵)، به قول پروکوپیوس مورخ، «به شأن پادشاه» بزرگ شد و فرمانده کل همه متحدان عرب امپراتوری در شرق با عنوان πατρίκιος καὶ φύλαρχος τῶν Σαρακηνῶν ("پتریسیون و فیلارخ ساراسین ها"). با این حال، منطقه کنترل واقعی او ممکن است در ابتدا به قسمت شمال شرقی مرز عرب بیزانس محدود شده باشد.     در آن زمان، بیزانس و متحدان عرب آنها درگیر جنگ ایبری علیه امپراتوری ساسانی و مشتریان عرب آنها، لخمیان بودند، و حرکت ژوستینیان برای ایجاد همتای دیگری طراحی شد. فرمانروای قدرتمند لخمید، منثیر ، که قبایل عرب متحد ایرانی ها را کنترل می‌کرد.